# ダリネレチェンスク地区
ダリネレチェンスク地区（ロシア語: Дальнереченский Район）はロシア沿海地方中部、ウスリー川の東岸に位置する地区（Район）。人口は11,344 人（2010年）、中心都市はダリネレチェンスク。
中ソ対立に伴う1972年の中国語地名一掃まではイマンスキー地区と呼ばれていた。